# Mohammed Knut Bernström
Mohammed Knut Johan Richard Bernström, född 22 oktober 1919 i Saltsjöbaden, död 21 oktober 2009, (folkbokförd i Marocko)
, var en svensk diplomat och koranöversättare.

## Biografi
Bernström var son till civilingenjören Seth Bernström och Erna von Hillern-Flinsch. Bernström tjänstgjorde på Utrikesdepartementet i 40 år och verkade i Spanien, Frankrike, Sovjetunionen, USA, Brasilien, Colombia, Venezuela samt Marocko. Han var ambassadör i Caracas 1963–1966, Port-au-Prince och Santo Domingo 1964–1966, Madrid 1973–1976 och Rabat 1976–1983, jämväl i Banjul, Dakar och Nouakchott 1977–1983. År 1983 gick han på egen begäran i pension av hälsoskäl.
Bernström hade en lång diplomatisk karriär som beskrevs som lysande, med en exceptionell förmåga att tränga in i främmande kulturer. Han framhöll att språket var nyckeln, och lärde sig bland annat japanska, arabiska, spanska och franska, och kom att medverka i många förhandlingar, bland annat inom det flygpolitiska området. År 1970 blev Sibirienrutten för SAS flygningar mellan Skandinavien och Japan möjlig genom en överenskommelse i Tokyo, som av företrädare för Japan beskrevs som "en stor diplomatisk triumf för skandinaverna med Bernström i spetsen".
Bernström var protestant från början men övergick på 1950-talet till katolicismen. Senare lämnade han kristendomen och konverterade 1986 till islam, som han kommit i kontakt med under sin tid i Marocko. Han tog då samtidigt förnamnet Mohammed. Bernström utgav en kommenterad översättning av Koranen till modern svenska under namnet Koranens budskap (Proprius förlag, 1998). Denna tolkning har erhållit officiellt godkännande från det anrika al-Azhar-universitetets islamiska forskningsinstitution. Bernström har vid sidan av tolkningen kommentarer, den arabiska originalskriften samt varje suras (kapitels) förhistoria. Efter Koranen började Bernström arbeta på en översättning av haditherna, som dock aldrig publicerades under hans livstid.